# Myrmarachne hispidacoxa
Myrmarachne hispidacoxa is een spinnensoort in de taxonomische indeling van de springspinnen (Salticidae).
Het dier behoort tot het geslacht Myrmarachne. De wetenschappelijke naam van de soort werd voor het eerst geldig gepubliceerd in 2003 door Edmunds & Jerzy Prószyński.